# 茄苳溪 (新北市)

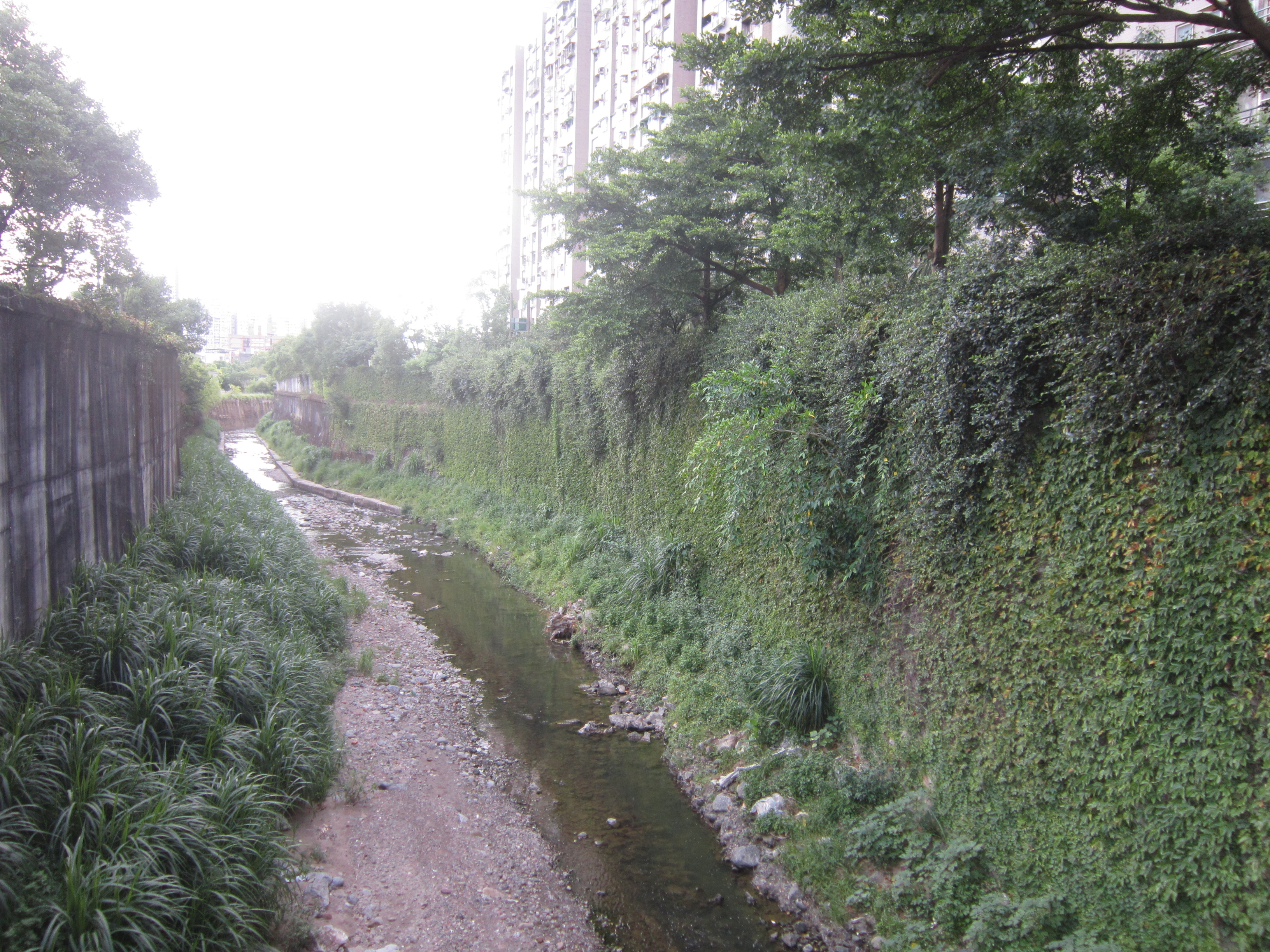
基隆河支流茄苳溪下游河面及兩岸的堤防

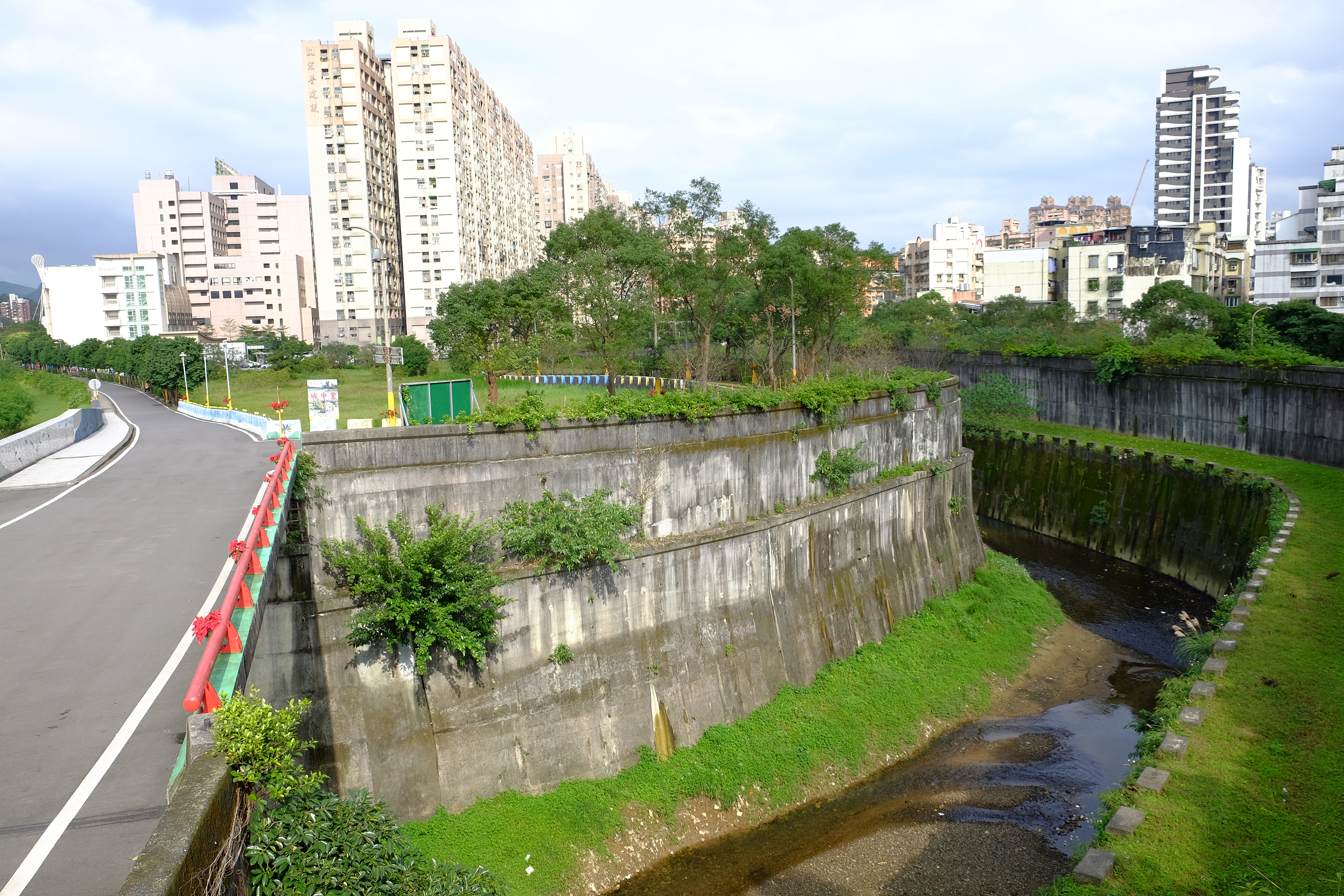
茄苳溪匯入基隆河處

茄苳溪位於台灣北部，屬於淡水河水系，為基隆河的一條支流。

## 簡介
本流域分佈於新北市汐止区南部偏東，發源於海拔641公尺的四分尾山北側，先向北北西流，經茄苳腳轉西北流，經過台鐵汐止車站高架段下方後，蜿蜒流經和平街附近，最後在新北市汐止段基隆河自行車道南岸、汐止國泰綜合醫院附近注入基隆河。
茄苳溪流域上游西有大尖山，南有四分尾山，東有北茄苳腳山。主流上游溪谷有茄苳瀑布，支流有大尖瀑布，均為夏日消暑的理想去處。

## 茄苳溪主要支流
- 茄苳溪
  - 猛狎坑溪

## 河流整治
- 治理工程的背景因素：配合基隆河於員山子分洪後沿岸施築防禦200年一次頻率洪水之堤防工程完成後，用以維持這些與基隆河相關支流的排水改善保護能達到標準，不致發生倒灌的情況發生。
- 治理範圍：由茄苳溪下游的與基隆河匯流口至啟德橋處，總長度約為1300公尺左右。
- 治理工程主要包括：河流兩岸興建堤防，將包括啟德橋等六座跨越此河流的橋梁進行改建，或於橋梁兩側興建防洪閘門。